# 義註
義注（巴利語：Attha-katha，意為「解釋」，「評論」），是指上座部佛教巴利語南傳大藏經的註解。義註是對經文的傳統解釋。對義註的再註釋，叫做複註（ṭīkā）。複注的註釋，稱為複複註（anutikā）。
現存義注雖由覺音等人完成，但其來源為古代僧伽羅語所寫就的古代註釋書，再由覺音改為巴利語。僧伽羅語古義註的主要部份，則大約定型於公元2世紀初。義註中的一部分在其他佛教部派的三藏經文中出現，這代表有些註釋可能是來自於共通的早期來源。
從西元4世紀起，各個版本義註收錄的註解有所不同。泰國1992年版收錄的註解最少，包括以下內容： 
- 十二部作者為覺音的註解：《律藏》、《長部》、《中部》、《相應部》、《增支部》註解各一部；《小誦》、《法句》、《經集》、《本生》的註解各一部，《法集論》、《分別論》的註解各一部，對《論藏》五本書的註解，一部。
- 法護（巴利語：Dhammapala）對《小部》中七本書的註解。
- 《小部》中四本書的註解，各出於不同的作者。

緬甸或斯里蘭卡的版本內，則還包括：
- 《清淨道論》，作者為覺音尊者。
- 《波羅提木叉》及其註解，註解的作者為覺音。
- 法護對《導論（英语：Nettipakarana）》的註解。
- Vinaya-sangaha（《律攝》），為《普端嚴》（善見律毘婆沙）的選文集，編輯於12世紀。
- Sārattha-samuccaya（《心要集》），對 Catu-bhānavāra（《四誦分》，護衛經文集）的註解。

## 覺音
傳統上認為是覺音所作的註解有十四部。不過，學術界通常認為只有《律藏》、《長部》、《中部》、《相應部》、《增支部》的註解，及《清淨道論》一書，是覺音所編纂、著作。
| 巴利三藏    | 巴利三藏    | 巴利三藏   | 註解                                                    |
| ----------- | ----------- | ---------- | ------------------------------------------------------- |
| 來自於 律藏 | 律藏        | 律藏       | 一切善見（Samantapasadika）                             |
| 來自於 律藏 | 波羅提木叉  | 波羅提木叉 | 疑惑度脫（Kankhavitarani）                              |
| 來自於 經藏 | 長部        | 長部       | 吉祥悅意（Sumangalavilasini）                           |
| 來自於 經藏 | 中部        | 中部       | 破斥猶豫（Papañcasūdani）                               |
| 來自於 經藏 | 相應部      | 相應部     | 顯揚真義（Saratthappakasini）                           |
| 來自於 經藏 | 增支部      | 增支部     | 滿足希求（Manorathapurani）                             |
| 來自於 經藏 | 來自於 小部 | 小誦       | 勝義光明（Paramatthajotika (I)）                        |
| 來自於 經藏 | 來自於 小部 | 法句       | 法句譬喻（Dhammapada-atthakatha）                       |
| 來自於 經藏 | 來自於 小部 | 經集       | 經集注（Paramatthajotika (II), Suttanipata-atthakatha） |
| 來自於 經藏 | 來自於 小部 | 本生       | 本生注（Jatakatthavannana, or Jataka-atthakatha）       |
| 來自於 論藏 | 法集論      | 法集論     | 殊勝義（Atthasalini）                                   |
| 來自於 論藏 | 分別論      | 分別論     | 迷惑冰消（Sammohavinodani）                             |
| 來自於 論藏 | 界論        | 界論       | 五論釋義（Pancappakaran-atthakatha）                    |
| 來自於 論藏 | 人施設論    |            | 五論釋義（Pancappakaran-atthakatha）                    |
| 來自於 論藏 | 論事        |            | 五論釋義（Pancappakaran-atthakatha）                    |
| 來自於 論藏 | 雙論        |            | 五論釋義（Pancappakaran-atthakatha）                    |
| 來自於 論藏 | 發趣論      |            | 五論釋義（Pancappakaran-atthakatha）                    |

## 法護
法護對小部的註解《勝義燈》（Paramatthadipani），包含：
- 自說經注
- 如是語經注
- 天宮事經注
- 餓鬼事經注
- 長老偈注
- 長老尼偈注
- 行藏注

## 其他的小部註釋
- Saddhammapajotika，關於義釋的註解，作者Upasena
- Saddhammappakasini，關於無礙解道的註解，作者Mahanama
- Visuddhajanavilasini，關於譬喻經的註解，作者不明
- Madhuratthavilasini，關於佛種姓經的註解，作者Buddhadatta

## 學術研究
一些研究意見認為義註和論書對於《巴利三藏》的註解和解釋，有些未必與契經原意符合。

## 外部連結
- 南傳巴利聖典在故宮： 院藏緬文貝葉經初探 （页面存档备份，存于）
- 巴利註釋書的古層 （页面存档备份，存于）
- 覺音論師注釋書略述 — 以《中部•注釋書》為例 （页面存档备份，存于）
- 近年巴利圣典的研究 — 以三注释书为中心 （页面存档备份，存于）
- 《顯揚隱義》與《心義寶函》——四部《尼柯耶》的《古疏》與《疏》 （页面存档备份，存于）
- 一切漏經注：巴漢校譯與導論 （页面存档备份，存于）